# Циклогексан
Ци́клогекса́н (устар. ге́ксаметиле́н, химическая формула — C6H12) — органическое соединение, относящееся к классу циклоалканов.
При стандартных условиях, циклогексан — это бесцветная жидкость, со специфическим запахом. Токсичен.

## Физические свойства
Циклогексан представляет собой бесцветную жидкость, со специфическим запахом нефтепродуктов. Мало растворим в воде; растворим в органических растворителях.
Неагрессивен по отношению к алюминию и нержавеющим сталям. Токсичен.

## Получение
Циклогексан получают следующими способами:
1) Гидрирование бензола в газовой фазе при t °С = 200—275 и Р = 2,5-3 МПа (выход циклогексана около 99,9 %), а также выделяют ректификацией из нефтепродуктов.
{\displaystyle {\ce {C6H6 + 3H2 -> C6H12}}}.
2) Взаимодействие 1,6-дибромгексана и металлического натрия (реакция Вюрца).
3) Циклизация кальциевой соли  пимелиновой кислоты, сопровождающаяся декарбоксилированием, с образованием циклогексанона с его последующим восстановлением до циклогексанола, замещением спиртовой группы последнего на иод и восстановительным  деиодированием под действием цинка в уксусной кислоте.  Метод был предложен немецким химиком-органиком А. Байером в 1894 году.

## Применение
Сырье для получения капролактама, адипиновой кислоты и циклогексанона; растворитель эфирных масел, восков, лаков, красок, экстрагент в фармацевтической промышленности.

## Безопасность
Циклогексан — токсичное вещество. В соответствии с ГОСТ 12.1.007-76 циклогексан является токсичным малоопасным веществом по степени воздействия на организм (4-го класса опасности).
В больших концентрациях, циклогексан раздражает слизистые оболочки, обладает наркотическим и общеядовитым действием.
ЛД50 на крысах — около 1500 мг/кг.

## Охрана труда
При превышении ПДК в 100 раз и более люди могут оказаться неспособны выявить присутствие циклогексана в воздухе при опасной концентрации по запаху. ПДК 80 мг/м3 (рекомендуемая — в воздухе рабочей зоны). А порог восприятия запаха может достигать 900 мг/м3. Поэтому можно ожидать, что использование широко распространённых фильтрующих СИЗОД в сочетании с «заменой фильтров по появлении запаха под маской» (как это почти всегда рекомендуется в РФ поставщиками СИЗОД) приведёт к чрезмерному воздействию циклогексана на, по крайней мере, часть работников — из-за запоздалой замены противогазных фильтров. Для защиты от циклогексана следует использовать значительно более эффективные изменение технологии и средства коллективной защиты.

## Изображения

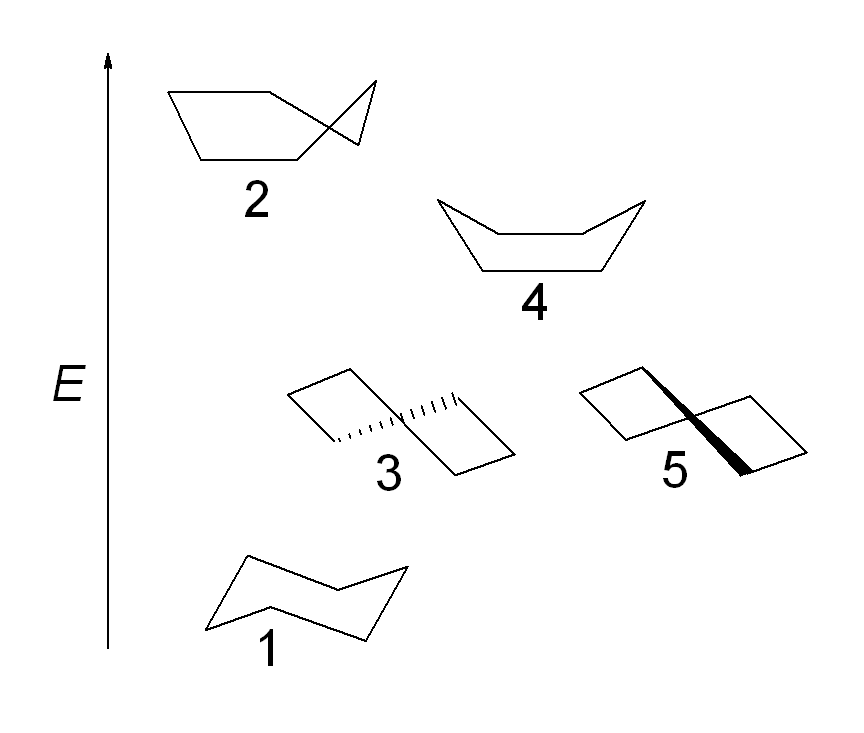
Конформации шестичленных циклов на примере циклогексана (полная статья –конформации циклогексана):
1 — «кресло»; 3, 5 — «твист»-конформации; 4 — «ванна»; 2 — «полукресло», или «конверт»